# Walthill
Walthill is een plaats (village) in de Amerikaanse staat Nebraska, en valt bestuurlijk gezien onder Thurston County.

## Demografie
Bij de volkstelling in 2000 werd het aantal inwoners vastgesteld op 909.
In 2006 is het aantal inwoners door het United States Census Bureau geschat op 893, een daling van 16 (-1,8%).

## Geografie
Volgens het United States Census Bureau beslaat de plaats een oppervlakte van
1,1 km², geheel bestaande uit land.

## Bekende inwoners
- Susan LaFlesche Picotte (1865-1915), arts

## Plaatsen in de nabije omgeving
De onderstaande figuur toont nabijgelegen plaatsen in een straal van 20 km rond Walthill.